# Beveron
 (mai 2014).
Le Beveron (écrit parfois Beveuron) est un ruisseau du département des Alpes-de-Haute-Provence (région Provence-Alpes-Côte d'Azur) et un affluent du Lauzon qui se jette peu après dans la Durance.
Comme la Bièvre, le Beuvron du Loir-et-Cher ou la Bévéra des Alpes-Maritimes, son nom vient du gaulois bebros (castor) suivi du suffixe -onna, toujours gaulois, qui signifie "rivière".

## Géographie
D'une longueur de 14.9 kilomètres, le Beveron prend sa source sur la commune de Fontienne à l'altitude 800 mètres.
Il coule globalement du nord-ouest vers le sud-est.
Il conflue sur la commune de La Brillanne, à l'altitude 376 mètres, juste en aval du pont de la route nationale 100 sur le Lauzon.

## Communes et cantons traversés
Dans le seul département des Alpes de Haute-Provence (04), le Beveron traverse quatre communes et trois cantons :
- dans le sens amont vers aval : Fontienne (source), Forcalquier, Niozelles, La Brillanne (confluence).

Soit en termes de cantons, le Beveron prend source dans le canton de Saint-Étienne-les-Orgues, traverse le canton de Forcalquier, conflue dans le canton de Peyruis.

## Affluents
Le Beveron n'a pas d'affluents référencés :